# Transhumanisme
Transhumanisme is een recente vorm van speculatieve filosofie die probeert om de door de natuur gestelde grenzen van het menselijke bestaan te doorbreken. 

## Inleiding
De aanhangers van deze filosofie noemen zich 'transhumanisten' en beweren dat de mens is beland in het post-Darwin tijdperk en zijn evolutie in eigen hand kan gaan nemen. 
Transhumanisten onderschrijven over het algemeen de standpunten van het traditionele humanisme maar beogen wel het  tot de uiterste grens te verkennen en zelfs te overstijgen. Zij propageren dat de mens zich fysiek zal en moet verbeteren of, naar analogie met computers en software, upgraden met technieken als nanotechnologie, genetische manipulatie en vergaande integratie van computertechniek in het menselijk lichaam. Het doel waar transhumanisten naar streven is om posthumanisten te worden.

## Historisch overzicht van definities
Bioloog Julian Huxley, broer van Aldous Huxley, definieerde transhumanisme in 1957 als:
"de mens blijft menselijk, maar overstijgt zichzelf, door het realiseren van nieuwe mogelijkheden voor zijn menselijke natuur". 
In 1966, begon FM-2030 (voorheen F.M. Esfandiary), een Iraans-Amerikaans futuroloog die de 'nieuwe concepten van de Mens' onderwees aan de New School University, mensen als 'transhumanist' (van 'transitory human'= tussenstadium tussen huidige mens en posthumanist) te identificeren omdat ze nieuwe technologieën, levensstijlen en wereldvisies aannamen. 
In 1968 verwees Abraham Maslow naar transhumanisme in Toward a psychology of being.
Met de publicatie van het boek Future shock (1970) van Alvin Toffler werd de term transhumanisme breder bekend onder het publiek, vooral in de VS. 
In 1972 verwees Robert Ettinger naar transhumanisten in Man to superman.
In 1990 gaf Max More de opkomende filosofie van het Transhumanisme zijn moderne definitie:
“Transhumanisme is een klasse van filosofieën die probeert ons te begeleiden naar de posthumanistische conditie. Transhumanisme neemt veel elementen van het humanisme over, zoals respect voor rede en wetenschap, een nadruk op vooruitgang en een waardering voor het menselijke (of transhumane) bestaan in dit leven.[...] Transhumanisme verschilt van humanisme in het erkennen en anticiperen van de radicale veranderingen in de natuur en mogelijkheden van onze levens door de verschillende wetenschappelijke en technologische disciplines[...].”
De transhumanistische FAQ, opgesteld door de Wereld Transhumanistische Associatie, geeft de volgende twee formele definities:
- (1)	De intellectuele en culturele beweging die de mogelijkheid en wenselijkheid van het fundamenteel verbeteren van de menselijke conditie door toegepaste redelijkheid bevordert in het bijzonder door het ontwikkelen en algemeen beschikbaar maken van technologieën om ouderdom te genezen en de intellectuele, fysieke en psychische capaciteiten van de mens te verbeteren.
- (2)	De studie van de vertakkingen, beloftes en potentiële gevaren van technologieën die ons in staat zullen stellen onze fundamentele menselijke beperkingen te elimineren, en de verwante studie van de ethische kwesties van toepassing op het ontwikkelen en gebruiken van dergelijke technologieën.

## Mens en universum
Transhumanisten willen hun huidige lichaam upgraden met nieuwe technieken, zodat het niet meer veroudert en meer zou presteren dan "natuurlijk" is, bijvoorbeeld door een verbinding van hersenen en computer voor meer intelligentie, zodat de mens een cyborg wordt en evolueert tot posthuman. Volgens hen zijn de huidige prothesen zoals brillen, hoorapparaten en kunstledematen, die tegenwoordig steeds verbeterd worden, al voorlopers van deze ontwikkeling. Recentelijk (2004) is men er al in geslaagd om een verlamd persoon via een sensorimplantaat in zijn hersenen een computer te laten besturen. Hierdoor kan hij met zijn gedachten pc-spelletjes spelen en e-mail openen. In september 2005 kwam het bericht in de media dat nu zonder hersenimplantatie, maar met een soort helm op het hoofd met zeer gevoelige sensors, hetzelfde mogelijk is. Er werd zelfs een demonstratie gegeven hoe een getraind persoon zich in een virtual realityomgeving naar wens in elke richting kon bewegen door dat te "denken". 
Volgens de deskundigen is dit nog maar het begin van een razendsnelle ontwikkeling en verbetering van mens-computer interfaces. 
In de verdere toekomst versmelten mens en computer wellicht zover dat er zelfs tussen de software van het 'computerdeel' en de geest van het 'mensdeel' nog nauwelijks onderscheid te maken is. Dan komt het concept van uploading in beeld.
Bij uploading wordt door transhumanisten aangenomen dat het in de (nabije) toekomst mogelijk is de menselijke geest geheel in software te vangen. Hierdoor zou het in principe mogelijk zijn om deze software op een ander, "beter" substraat over te zetten, zoals een zeer geavanceerde computer die alle hersenfuncties kan dupliceren. Dit is uploading van mensen in een virtuele wereld, net zoals internetters bijvoorbeeld een homepage uploaden naar het web. De film The Matrix (1999) geeft een voorbeeld van zo'n virtuele wereld. Een van de toepassingen daarbij is het concept van de digitale onsterfelijkheid, waarmee een mens na overlijden als het ware voortleeft in een machine. Hierbij komen wel allerlei nieuwe ethische vragen om de hoek kijken: software kan men heel gemakkelijk kopiëren. Dit zou dan ook met 'menselijk software' mogelijk zijn. Wat moet men dan aan met begrippen als bv. 'individualiteit', 'ziel' of 'persoonlijkheid'?
Transhumanisten trachten zelfs nu al de definitieve lichamelijke dood "te voorkomen", bijvoorbeeld door overledenen vlak na het sterven in te vriezen. De bovengenoemde Robert Ettinger is de stichter van Alcor, een Amerikaanse organisatie die dode mensen diepvriest met de bedoeling ze weer tot leven te wekken als wetenschap en techniek er klaar voor zijn. Volgens hem zal de voortsnellende techniek het in de toekomst mogelijk maken om deze "diepvriesdoden" weer tot leven te wekken.
In de verdere toekomst als de mensheid de zogenaamde technologische singulariteit bereikt worden volgens hedendaagse transhumanisten de mogelijkheden welhaast onbegrensd. Zo verwachten transhumanisten zelfs dat ook de Aarde zelf, het zonnestelsel en uiteindelijk eventueel de rest van het universum worden aangepast aan de behoeftes en wensen van de posthumans met behulp van Megaschaal Technologie  en Ruimte-Tijd Technologie.

## Maatschappij
Veel transhumanisten verafschuwen sociale ongelijkheid en zijn een voorstander van een libertarische maatschappij. Ze propageren vaak zelfs een anarchistische wereld, dus zonder een enkele vorm van overheid. Ook de huidige toenemende "democratisering" en "verwestering" van de wereld, waarbij autoritaire regimes, maatschappijvormen en culturen steeds meer macht verliezen, is volgens hen een aanwijzing dat de wereld die kant op gaat. Sommigen werpen op dat conservatieve en fundamentalistische elementen uit deze culturen toch veel schade kunnen aanrichten (zie bijvoorbeeld het moslimfundamentalisme) die wellicht zelfs de hele westerse maatschappij kunnen ontwrichten. Maar volgens transhumanisten zijn dit de laatste wanhoopsuitvallen van extremisten die voor een uiteindelijk verloren zaak strijden: de overgrote meerderheid van de mensheid beweegt zich, weliswaar soms erg langzaam, maar onafwendbaar richting meer individualisme, democratie, gelijkheid en anti-autoritairisme.
Een toenemend aantal transhumanisten ziet transhumanisme als een logisch vervolg van de evolutie van de mensheid. Onder hen zijn bekende wetenschappers als Barrow, Kurzweil, Moravec en Tipler, die allen in meerdere of mindere mate gemeen hebben dat zij geïnspireerd zijn door het werk van de in 1955 overleden Franse priester en paleontoloog Pierre Teilhard de Chardin. Deze vorm van transhumanisme combineert wetenschappelijke studie van de evolutie en een open houding tegenover technische vooruitgang met een sterk geloof in een verheven toekomst van de mensheid. Deze stroming omvat zowel atheïsten als religieus ingestelde mensen.  De nadruk wordt gelegd op een toenemende psychische verbondenheid van alle mensen, die daarbij gesteund worden door geavanceerde communicatiemiddelen en een verdere computerisering van de maatschappij. Deze ontwikkeling zal niet ten koste gaan van humane verworvenheden als empathie, vrijheid en zelfverwerkelijking. Immers het kenmerk van de evolutie is dat de echt nuttige en waardevolle eigenschappen behouden blijven. In een nieuwe transhumane samenleving overstijgt de mens zichzelf. 
Het bewustzijn heeft bij de transhumane mens een hogere dimensie bereikt, waarbij beperkingen van ruimte en tijd nog maar een ondergeschikte rol spelen. In een toekomstig punt Omega bereikt de mensheid een vorm van uiterste psychische concentratie. Teilhard de Chardin spreekt in dit verband over een  collectieve personalisatie. Het individuele, tijdgebonden menselijke bewustzijn speelt dan geen rol van betekenis meer, maar is geheel overgegaan (getransformeerd) in een hogere werkelijkheid. Dit laatste is uiteraard in volkomen tegenstelling met de opvattingen van de cryo-transhumanisten en van de sceptici.

## Sceptici
Transhumanisme wordt door sceptici beschouwd als de diepgewortelde behoefte van de mens, en ook de wetenschappelijk georiënteerde en materialistische mens, om toch het paradijs te scheppen met behulp van supertechnologie waarbij de mens boven zijn grenzen uitstijgt en zichzelf tot God transformeert. 

### Elitevorming
Vele sceptici zijn van mening dat uiteindelijk alleen de rijke en machtige toplaag van de mensheid (voorbeelden zijn dictators en andere machthebbende politici, toplieden van het zakenleven en rijke mediasterren) zal profiteren van de voortschrijdende technieken tot het zichzelf verbeteren en zich zullen transformeren tot een gesloten kaste van 'superhumans' die de rest van de mensheid voor onbepaalde tijd in hun greep kunnen houden (zie ook Technologische singulariteit). Met dezelfde technieken die het deze elite mogelijk maakt om superintelligent te worden kunnen ze ook dissidenten opsporen en 'heropvoeden' of uitschakelen. 
De filmmaker Aaron Franz maakte in 2008 een documentaire waarin het moderne transhumanisme wordt omschreven als een voortzetting van de eugenetica van 1900 tot aan de Tweede Wereldoorlog. De eugenetica, waarvan ook 'pre-transhumanisten' zoals Julian Huxley voorstanders waren, had haar wortels in het sociaal darwinisme en veronderstelde dat door de medische vooruitgang steeds meer 'ongewenste elementen' zoals zieke en zwakke mensen, geestelijk en lichamelijk gehandicapten en 'asocialen' in leven bleven en zich konden voortplanten en daarmee het menselijke ras biologisch verzwakten. In de VS en Zweden werden zelfs door de regering wetten aangenomen die het mogelijk maakten om deze groepen te steriliseren waarvan uiteindelijk ook velen daadwerkelijk gesteriliseerd werden. De nazi's ontleenden veel van hun racistische ideologie aan de eugenetica (zie Ubermensch en Untermensch) en brachten die nog verder in de praktijk met actief stimuleren van het 'veredelen' van de maatschappelijke elite (zie Lebensborn) en het vernietigen van 'asocialen' en de door hen ongewenste rassen zoals Joden en Slaven.

### Mogelijke psychologische en sociologische impact
Het begrip duikt ook prominent op in het omstreden boek ‘De Psychologie van het Totalitarisme’ van Mattias Desmet, professor klinische psychologie aan de Universiteit van Gent. Desmet stelt in dit boek dat de wens tot transhumanistisch denken een voortvloeisel is van hyper-individualisme en waarschuwt dat dit een belangrijk psychologisch ingrediënt is bij het ontstaan van negatieve massavormingen zoals beschreven staan in het boek van Gustave le Bon over massapsychologie. Desmet ziet het transhumanisme een gevaar voor mogelijk toekomstig technocratisch totalitarisme, zoals dit door Hannah Arendt beschreven werd in haar boek ‘The Origins of Totalitarism’.

## Stromingen
- Postgenderisme: een sociale, politieke en culturele beweging die voortkomt uit het eroderen van de culturele, biologische, psychologische en sociale rol van gender.
- Anarcho-transhumanisme: een politieke filosofie die post-schaarsheid anarchisme en transhumanisme synthetiseert.
- Christelijk transhumanisme: Een religieuze filosofie die Liberaal Christendom en transhumanisme synthetiseert.
- Democratisch transhumanisme: Een politieke filosofie die Liberaal Democratie, Sociale Democratie, Radicale Democratie en Transhumanisme verenigt.
- Extropianisme: Een vroege school van Transhumanisme gekaraktiseerd door een aantal principes rond extropy.
- Hedonistische Imperatief: Een morele filosofie gebaseerd op de noodzaak om technologie te gebruiken om alle lijden te vermijden in alle leven.
- Posthumanisme: Een filosofie die probeert de principes van de humanistische Renaissance te overstijgen om beter overeen te stemmen met de wetenschap van de 21ste eeuw.
- Singularitarianisme: een morele filosofie gebaseerd op het geloof dat een technologische singulariteit mogelijk is en die oproept tot gerichte actie om de singulariteit mogelijk te maken.
- Technogaianisme: Een morele filosofie gebaseerd op het geloof dat geavanceerde technologie kan helpen om het milieu te herstellen en dat de ontwikkeling van dergelijke technologie daarom op de groene agenda zou moeten staan.
- Transhumanistisch socialisme: Een politieke filosofie die een synthese wil vormen tussen democratisch socialisme en transhumanisme.
- Evolutionair transhumanisme: Een stroming waarbij de nadruk ligt op een wetenschappelijke studie van de evolutie van de mensheid, met een open houding tegenover technische vooruitgang en met een vast geloof in een verheven toekomst van de mensheid.

### Personen
- Nick Bostrom
- Robert Ettinger
- James Gardner
- Aubrey de Grey
- Eric Drexler
- Ray Kurzweil
- Seth Lloyd
- Vernor Vinge

### Onderwerpen
- Bionisch implantaat
- Cyborg
- Human enhancement
- Kunstmatige intelligentie
- Kwantumcomputer
- Man van zes miljoen
- Multiversum
- Nanotechnologie
- Regeneratieve geneeskunde
- Robot
- Technologische singulariteit
- Wet van Moore